# Paralomis nivosa
Paralomis nivosa is een tienpotigensoort uit de familie van de Lithodidae. De wetenschappelijke naam van de soort is voor het eerst geldig gepubliceerd in 2009 door Hall & Thatje.